# Cadacross
Cadacross je bio finski folk/power metal sastav. Prestao je djelovati nakon teške ozljede glavnog gitarista Georga Laksooa 2005. godine.

## Povijest sastava
Osnovan je 1997., te su u početku svirali death metal, no nakon slabo primljenih demosnimki, počeli su uvoditi više melodičnih i folk metal elemenata. Svoj debitantski studijski album So Pale is the Light objavili su 2001. za izdavačku kuću Low Frequency Records. Nakon toga, zbog želje gitarista i pjevača Georga Laksooa za daljnom promjenom stila, kompletna postava napušta sastav, te Laksoo okuplja novu, te su idući, a zasada i posljednji album Corona Borealis objavili 2002. godine. Tri godine kasnije, Laksoo, koji je dotada bio i gitarist Turisasa, u padu s motocikla teško je ozljedio kralježnicu, zbog čega je bio prisiljen prestat svirat, te je sastav raspušten.

## Članovi sastava
Posljednja postava
- Georg Laakso - gitara, prateći vokal (1997. – 2006.)
- Sami Aarnio - vokal (2000. – 2006.)
- Nina Laakso - vokal (2001. – 2006.)
- Tino Ahola - gitara (2000. – 2006.)
- Kimmo Miettinen - bubnjevi (2001. – 2006.)
- Antti Ventola - klavijature (2001. – 2006.)

Bivši članovi
- Jarkko Lemmetty - bas-gitara
- Janne Salo - bubnjevi
- Mathias D.G. 'Warlord' Nygård - klavijature
- Tommi Saari - gitara
- Jukka-Pekka Miettinen - bas-gitara

## Diskografija
Studijski albumi
- So Pale is the Light (2001.)
- Corona Borealis (2002.)

Demo albumi
- Power of the Night (1997.)
- Bloody Way (1998.)

## Vanjske poveznice
- Službena MySpace stranica